# Grand Prix Sezon 1919
Sezon Grand Prix 1919 – kolejny sezon wyścigów Grand Prix organizowanych w Europie przez AIACR.

## Podsumowanie Sezonu
| Data         | Grand Prix   | Tor     | Zwycięzca (kierowcy) | Zwycięzca (konstruktorzy) | Wyniki |
| ------------ | ------------ | ------- | -------------------- | ------------------------- | ------ |
| 23 listopada | Targa Florio | Madonie | André Boillot        | Peugeot                   | Wyniki |